# Gramnegativa bakterier

Schematisk skiss av en gramnegativ bakteries cellvägg.

Principskiss av en grampositiv (överst) respektive gramnegativ (nederst) bakterie.
Grampositiv bakterie: 1. Cellmembran 2. Cellvägg med tjockt peptidoglykanskikt 3. Periplasma
Gramnegativ bakterie: 4. Cellmembran 5. Cellvägg 6. Yttre membran med lipopolysackarid (LPS) 7. Periplasma.

Gramnegativa bakterier är bakterier som inte färgas i ett gramfärgningstest. Motsatsen är grampositiva bakterier. Skillnaden mellan gramnegativa och grampositiva bakterier är hur deras cellväggar är uppbyggda.
Hans Christian Gram skulle, år 1884, påvisa förekomsten av bakterier i animala vävnader. Samtidigt utvecklade han en metod som han namngav efter sig själv, gramfärgning. Genom denna metod kan man skilja på olika sorters bakterier, grampositiva- och gramnegativa bakterier.

## Gramnegativa bakteriers struktur
Det som skiljer gramnegativa bakterier från grampositiva är främst deras cellhöljen. Skillnaderna är stora och betydande när man ska välja antibiotika.
Bakteriernas ytstruktur skiljer sig mellan gramnegativa och grampositiva och det är främst hur dess cellvägg är uppbyggd kemiskt sett.  Det är detta som till viss del gör att man kan skilja de två bakteriesorterna åt genom gramfärgning.

### Ytstruktur
Likt växter har de flesta bakterier cellvägg, men bakteriernas cellvägg är inte uppbyggd av cellulosa utan av peptidoglykan. Ju tjockare denna vägg är desto stadigare och skyddad blir bakterien. Hos gramnegativa bakterier är cellväggen av peptidoglykan väldigt tunt. För att bakterien ändå ska vara skyddad har den ett yttre cellmembran, utanför den tunna cellväggen. Mellanrummet mellan de två membranen kallas för det periplasmatiska rummet och det är här peptidoglykanremsan ligger. I det periplasmatiska rummet finns även ett 50-tal proteiner, bland annat hydrolytiska enzymer. Dessa enzymer kan ha avgörande egenskaper som är viktiga i cellens metabolism. De är med i cellandningen, som sker i det inre membranet.

### LPS-proteiner
Något annat som är unikt för de gramnegativa bakterierna är deras lipopolysackarid (LPS)-komplex som sitter på det yttre cellmembranet. Det är ett av de membranproteiner som förekommer i deras yttre membran. Dess uppgift är att fungera som bakteriens antigener som framkallar tillverkningen av antikroppar hos oss bland annat. Feber, utslag och andra symtom som är typiska vid infektion hos oss är orsakade av LPS-komplexets A-molekyl. LPS-komplexet består även av polysackarider och O-antigen. Komplexet är till viss del nedsänkt i cellmembraner och där med kallas den lösningen som frisläppes för endotoxin.

## Penicillinets påverkan
Antibiotika har till uppgift att döda eller i alla fall stoppa tillväxten hos bakterier. En av de vanligaste antibiotika är penicillinet som kommer från en sorts mögelsvamp. Penicillinet har en svaghet och det är att bekämpa gramnegativa bakterier.
Penicillinet liknar strukturen på byggstenarna i cellväggen hos bakterierna och kan därmed binda intill den växande cellväggen. Detta gör att cellväggen inte längre kan byggas upp. Hos en grampositiv bakterie är cellväggen tjock och viktig för dess överlevnad. Hos de gramnegativa bakterierna är cellväggen av peptidoglykan inte så tjock och bakterien är inte lika beroende av den. Detta gör att penicillin inte är effektivt för bekämpning av gramnegativa bakterier.
Detta stämmer inte helt. Pivmecillinam (Selexid) som är ett slags penicillin verkar på gramnegativa bakterier.

## Gramnegativa bakteriesläkten
Exempel på gramnegativa släkten:
- Enterobacter
- Escherichia
- Pseudomonas
- Salmonella
- Legionella